# Who's Holding Donna Now
«Who's Holding Donna Now» (en español: «¿Quién está sosteniendo a Donna ahora?») es el título de una balada interpretada por la banda estadounidense DeBarge, de su cuarto álbum de estudio, Rhythm of the Night (1985). La canción fue escrita por David Foster, Jay Graydon, Randy Goodrum y producida por Graydon. La empresa discográfica Gordy Records la lanzó el 6 de mayo de 1985 como el segundo sencillo del álbum.

## Información de la canción
Después de grabar el exitoso sencillo dance "Rhythm of the Night", el grupo volvió a su estándar más cómodo de baladas. Confiando en un productor externo, compositores externos y vocalistas de fondo (Richard Page y Steve George), esta canción fue grabada y lanzada como el segundo sencillo de su cuarto álbum, Rhythm of the Night (1985).
Fue su segundo éxito consecutivo en el Top 10 de Estados Unidos. La canción alcanzó el número seis en el Billboard Hot 100 de Estados Unidos en la lista del 10 de agosto de 1985 y pasó cuatro semanas en el número dos en la lista Hot Black Singles el 27 de julio de 1985. También se convirtió en la tercera canción de DeBarge en encabezar la lista Billboard Adult Contemporary Tracks el 20 de julio de 1985.
En Canadá alcanzó el número 2 en la lista Adult Contemporary y el número 9 en la Top Singles de la revista RPM.

## Posicionamiento en listas
| Lista (1985)                                                | Máxima posición |
| ----------------------------------------------------------- | --------------- |
| Australia (Kent Music Report)                               | 57              |
| Canadá Top Singles (RPM)                                    | 9               |
| Canadá Top Adult Contemporary (RPM)                         | 2               |
| Estados Unidos U.S. Billboard Hot 100                       | 6               |
| Estados Unidos U.S. Billboard Hot Adult Contemporary Tracks | 1               |
| Estados Unidos Billboard Hot Black Singles                  | 2               |
| Irlanda (IRMA)                                              | 29              |
| Nueva Zelanda (Recorded Music NZ)                           | 44              |
| Reino Unido (The Official Charts Company)                   | 83              |

### Sucesión en listas
| Predecesor: «The Search Is Over» de Survivor | U.S Billboard Hot Adult Contemporary Tracks — Sencillo N°. 1 20 de julio de 1985 - 9 de agosto de 1985 | Sucesor: «Everytime You Go Away» de Paul Young |